# Artena rectilinea
Artena rectilinea là một loài bướm đêm trong họ Erebidae.